# Ewa Gdulewicz
Ewa Urszula Gdulewicz (ur. 1944) – polska prawniczka, profesor nauk prawnych, konstytucjonalistka, profesor zwyczajny Uniwersytetu Marii Curie-Skłodowskiej w Lublinie.

## Życiorys
W 1991 na podstawie dorobku i rozprawy pt. Parlament a rząd w V Republice Francuskiej. Sfera ustawodawcza uzyskała na Wydziale Prawa i Administracji Uniwersytetu Marii-Curie Skłodowskiej stopień doktora habilitowanego nauk prawnych. Profesorem tytularnym nauk prawnych została w 2002. Jest profesorem zwyczajnym na UMCS.
Została członkiem Polskiego Towarzystwa Prawa Konstytucyjnego.

## Wybrane publikacje
- Dziesięć lat konstytucji Rzeczypospolitej Polskiej (red.), Rzeszów: Wydawnictwo Uniwersytetu Rzeszowskiego, 2007.
- Konstytucja kwietniowa z 1935 roku. Mity i rzeczywistość, Warszawa: „Książka i Wiedza”, 1985.
- Konstytucja Ludowej Republiki Bułgarii, Wrocław-Warszawa: Zakład Narodowy im. Ossolińskich, 1979.
- Konstytucyjny system organów państwowych, Lublin: Oficyna Wydawnicza Verba, 2009.
- Konstytucyjny ustrój państwa. Księga jubileuszowa profesora Wiesława Skrzydły (red.), Lublin: Wydawnictwo Uniwersytetu Marii Curie-Skłodowskiej, 2000.
- Parlament a rząd w V Republice Francuskiej. Sfera ustawodawcza, Lublin: Wydawnictwo UMCS, 1990.
- Parlament Republiki Francuskiej, Warszawa: Wydawnictwo Sejmowe, 1993
- Polskie prawo konstytucyjne (red.), Lublin: "Morpol", 1997 (wiele kolejnych wydań)
- System konstytucyjny Francji, Warszawa: Wydawnictwo Sejmowe, 2000.
- Ustroje państw współczesnych (red.), Lublin: Wydawnictwo Uniwersytetu Marii Curie-Skłodowskiej, 1997, 1999, 2000, 2002, 2005, 2010[3].